# Uğur Dağdelen
Uğur Dağdelen (Amasya, 3 de octubre de 1973 – Amasya, 24 de septiembre de 2015) fue un futbolista turco. Jugaba de delantero y su último equipo fue el Samsunspor.

## Biografía
Debutó como futbolista en 1990 con el Merzifonspor. Jugó en el club durante tres años, hasta que en 1993 fichó por el Karabükspor, con el que completó 40 partidos y marcó once goles. Tras un breve paso por el Bursaspor en calidad de cedido, se fue traspasado al Samsunspor. Jugó en el equipo hasta 2001, excepto en la temporada 1997/1998 que jugó cedido en el Kayserispor, obteniendo un séptimo puesto como mejor posición en liga en la temporada 1999/2000. Finalmente, en 2001, se retiró como futbolista.
Falleció el 24 de septiembre de 2015 en Merzifon a los 41 años de edad tras suicidarse.

## Selección nacional
Jugó un partido con la selección de fútbol de Turquía el 22 de abril de 1998 en un partido amistoso contra Rusia que finalizó con victoria del conjunto ruso por 1-0.

## Clubes
| Club                 | País    | Año         | Partidos | Goles |
| -------------------- | ------- | ----------- | -------- | ----- |
| Merzifonspor         | Turquía | 1990 - 1993 | 78       | 33    |
| Karabükspor          | Turquía | 1993 - 1995 | 40       | 11    |
| Bursaspor (cedido)   | Turquía | 1995        | 10       | 2     |
| Samsunspor           | Turquía | 1995 - 1997 | 45       | 11    |
| Kayserispor (cedido) | Turquía | 1997 - 1998 | 28       | 14    |
| Samsunspor           | Turquía | 1998 - 2001 | 35       | 21    |